# Claudio Gregori (giornalista)
Claudio Gregori (Trento, 1º giugno 1945) è un giornalista italiano.

## Biografia
Ha studiato all'Almo Collegio Borromeo di Pavia. Ha giocato anche a calcio nel Bolzano negli anni 1960. Si laurea in Matematica nel 1968, materia che ha insegnato insieme a fisica in un liceo. Nel 1974 si trasferisce a Roma per fare il praticante giornalista. Ha scritto per quattro giornali, tra cui Il Tempo, dal 1974 al 1984, Il Giornale, Il Messaggero, per due anni e dal 1986 scrive su La Gazzetta dello Sport sul quale scrive attualmente prima a Roma e poi a Milano. Per questo giornale sportivo ha seguito varie manifestazioni sportive tra cui alcuni Giri d'Italia, Tour de France, Olimpiadi ed altre manifestazioni.
Ha scritto per la Treccani la storia del ciclismo e gli inserti sul doping e sul cronometraggio. Nel 2010 è stato ospite alla fiera Pordenonelegge.it, nello stesso anno è diventato anche cittadino onorario di S. Maria di Sala. In carriera ha ricevuto vari premi.

## Riconoscimenti
- Premio giornalistico CONI-USSI, sezione "tecnica" (1983)[4][5]
- Premio giornalistico CONI-USSI, sezione "inchiesta" (1990)[4][5]
- Premio "Carlo Bianchi", Società Ciclistica Villa d'Almè (2004)
- Premio speciale "Cesare Angelini", per il libro Livio Berruti, il romanzo di un campione e del suo tempo (2010)[6]
- Premio giornalistico "Ypsigro", categoria "stampa nazionale", in occasione dell'85ª edizione del Giro podistico internazionale di Castelbuono (2010)[7]
- Premio internazionale "Vincenzo Torriani" (2010)[8]
- Caccivio d'oro per il giornalismo (2011)
- Cittadinanza onoraria di S. Maria di Sala (città natale di Antonio Bevilacqua) per il libro Labrón, la vita e le avventure di Toni Bevilacqua (2012)
- Premio "Welcome Castellanìa" (paese natale di Fausto Coppi) (2013)[9]
- Premio giornalistico "Bruno Raschi", in occasione del 54º Premio Bancarella Sport (2017)[10]
- Premio "Manacorda", Società Italiana di Storia dello Sport, per il libro Il corno di Orlando. Vita, morte e misteri di Ottavio Bottecchia (2017)[11]
- Diploma d'onore al LII concorso letterario CONI di narrativa, secondo premio per il libro Il corno di Orlando. Vita, morte e misteri di Ottavio Bottecchia (2018)[12]
- Premio "Marco Cassani" dell'Associazione dei Cronisti e Storici dello Sport, per il libro Storia dell’Alpinismo. Le grandi sfide tra l’uomo e la montagna (2022)[13]
- Premio Internazionale Sport Civiltà, categoria "stampa", Unione Nazionale Veterani dello Sport di Parma, con contributo del Comune di Parma e patrocinio di Provincia di Parma e CONI (2023)[14]
- Premio giornalistico "Elio Trifari" (2023)[15]

## Opere
Claudio Gregori ha pubblicato diversi libri per case editrici come RCS MediaGroup, Ediciclo, Touring Club Italiano, 66th and 2nd, Bolis, Diarkos, Roberto Vallardi e Diego Dejaco. L'elenco è quello che segue.

### Libri
- Labrón, la vita e le avventure di Toni Bevilacqua, Cassina de' Pecchi (MI), Edizioni Roberto Vallardi, 2002, ISBN 978-88-95684-52-9, SBN IT\ICCU\MIL\0830945
- Omar Sivori, la leggenda del Cabezón, in I libri della Gazzetta dello Sport, Milano, RCS MediaGroup, 2005, SBN IT\ICCU\LO1\1009499
- Luigi Ganna, il romanzo del vincitore del primo Giro d'Italia del 1909, Cassina de' Pecchi (MI), Edizioni Roberto Vallardi, 2009, ISBN 978-88-95684-23-9, SBN IT\ICCU\UFE\0918578[16]
- Livio Berruti, il romanzo di un campione e del suo tempo, Cassina de' Pecchi (MI), Edizioni Roberto Vallardi, 2009, ISBN 978-88-95684-31-4, SBN IT\ICCU\CFI\0745905[17][18][19]
- Chiedi chi era Coppi con Pier Bergonzi e Marco Pastonesi, Carlo Verdelli (prefazione), Vito Liverani (fotocronache), in I libri della Gazzetta dello Sport, Milano, RCS MediaGroup, 2009, SBN IT\ICCU\TSA\1244916[20]
- ABiCi, l'alfabeto e la storia della bicicletta, Cassina de' Pecchi (MI), Edizioni Roberto Vallardi, 2010, ISBN 978-88-95684-26-0, SBN IT\ICCU\VIA\0200380[21]
- Il calcio di Falcao ai raggi X, in I quaderni della Gazzetta dello Sport, Milano, RCS MediaGroup, 2011, SBN IT\ICCU\MIL\0811261
- Barcellona delle origini ai raggi X, 1899-1988, in I quaderni della Gazzetta dello Sport, Milano, RCS MediaGroup, 2012, SBN IT\ICCU\MIL\0832355
- Poi Milan e Benfica, Milano che fatica (sulla prima vittoria italiana in Coppa dei Campioni), con Sergio Giuntini, Segrate (MI), Diego Dejaco Editore, 2013, ISBN 978-88-89484-84-5, SBN IT\ICCU\LO1\1551013
- Giovanni Cuniolo, Manina, Tortona (AL), Litocoop, 2014, SBN IT\ICCU\TO0\1898914
- Legnano. Biciclette, campioni, vittorie, con Marco Pastonesi, Portogruaro (VE), Ediciclo Editore, 2015, ISBN 978-88-65491-40-9, SBN IT\ICCU\RT1\0056305
- Merckx, il figlio del tuono, Roma, 66th and 2nd, 2016, ISBN 978-88-98970-46-9, SBN IT\ICCU\TO0\1966018[22][23]
- La stoffa dei campioni. 70 anni di manifattura Valcismon, con Marco Pastonesi e Attilio Scarpellini, Portogruaro (VE), Ediciclo Editore, 2016, ISBN 978-88-6549-201-7, SBN IT\ICCU\UBO\4215956[24]
- Il corno di Orlando. Vita, morte e misteri di Ottavio Bottecchia, Roma, 66th and 2nd, 2017, ISBN 978-88-98970-94-0, SBN IT\ICCU\CFI\0954468[25][26]
- La macchina a pedali, storia di un oggetto nato moderno, in Gino Cervi, Paolo Colombo, Marco Pastonesi et al., Bicicletta, strade racconti passioni, Milano, Touring Club Italiano, 2018, SBN IT\ICCU\UFE\1012523[27]
- Oltrepò Pavese, l'Appennino di Lombardia, con Gino Cervi, Milano, Touring Club Italiano, 2018, ISBN 978-88-36574-20-9, SBN IT\ICCU\LO1\1733124[28]
- Eliso Rivera, il romanzo della vita del fondatore e direttore della Gazzetta dello Sport, Comune di Masio (AL), 2018, SBN IT\ICCU\TO0\2062921[29]
- Il romanzo di Baslòt, vita e imprese di Giovanni Rossignoli, Azzano San Paolo (BG), Bolis Edizioni, 2019, ISBN 978-88-7827-413-6, SBN IT\ICCU\PAV\0159645[30][31][32][33]
- Coppi contro Bartali. Gli eroi di un ciclismo di altri tempi, Santarcangelo di Romagna (RN), Diarkos, 2020, ISBN 978-88-3217-674-2, SBN IT\ICCU\BRI\0489257[34][35][36]
- Storia dell'alpinismo. Le grandi sfide tra l'uomo e la montagna, Santarcangelo di Romagna (RN), Diarkos, 2021, ISBN 978-88-3616-068-6, SBN IT\ICCU\MOD\1727810[37][38][39][40][41][42]
- L'Italia che vola. Parabiago la Città iridata da Ferrario—Zurigo 1923 a Saronni—Goodwood 1982, con Marco Pastonesi, Portogruaro (VE), Ediciclo Editore, 2022, ISBN 978-88-6549-431-8, SBN IT\ICCU\LUA\0579778[43]
- Il grande Guerra, con Marco Pastonesi, Piverone (TO), Mulatero Editore, 2022, ISBN 978-88-8986-982-6, SBN IT\ICCU\PCM\0032829
- I vagamondi. Scrittori in bicicletta, Roma, 66th and 2nd, 2023, ISBN 978-88-3297-265-8, SBN IT\ICCU\RAV\2169315[44][45]

### Contributi ad altre opere
- Scienza e tecnica dello sport: le misurazioni dei tempi e delle distanze, in Enciclopedia dello Sport, Enciclopedia Treccani, 2003.
- Temi olimpici: il doping, in Enciclopedia dello Sport, Enciclopedia Treccani, 2004.
- Ciclismo, in Enciclopedia dello Sport, Enciclopedia Treccani, 2005.
- 110 anni di gloria, La storia dello sport italiano e mondiale raccontata dalla Gazzetta dello Sport, 31 volumi, RCS MediaGroup, 2006. (contributi)
- Giro d'Italia, la grande storia, cento anni, 27 volumi, La Gazzetta dello Sport, RCS MediaGroup, 2012. (contributi)
- Un secolo di passioni, Giro d'Italia 1909-2009, il libro ufficiale del centenario, La Gazzetta dello Sport, RCS MediaGroup, 2009. (contributi)
- Mario De Biasi, 5 continenti in bici. 5 continents by bike, Federico Motta, 2001. (testo)
- Marco Pastonesi, Il diario del gregario, Ediciclo, 2004. (postfazione)
- Marco Pastonesi, Girardengo, Ediciclo, 2005. (contributi)
- Marco Pastonesi (a cura di), Cavanna. L'uomo che inventò Fausto Coppi, Ediciclo, 2006. (prefazione)
- Gianni Rossi, Quel Giro d'Italia del Novecento, Ediciclo, 2011. (contributi)
- Vittorio Pessini, Racconti di bicicletta. Il ciclismo nella letteratura italiana del Novecento, Ensemble, 2013. (prefazione)
- Mauro Colombo, L'ora del Fausto, Ediciclo, 2013. (prefazione)
- Giacinto Bevilacqua (a cura di), Gino Bartali. 100 anni di leggenda, Alba Edizioni, 2014. (contributi)
- Stefano Tettamanti e Laura Grandi (a cura di), Hai voluto la bicicletta. Il piacere della fatica, Sellerio, 2015. (contributi)
- Bidon—Ciclismo allo stato liquido, Se qualcuno viene mi fa piacere. Storie e visioni dal Tour de France 2016, Streetlib, 2016.[46] (prefazione)
- Stefano Arosio, Pedali tra i cordoli, Du Roett, 2017. (prefazione)
- Alberta Bellussi e Tiziana Favero, Vito Favero, Alba Edizioni, 2018. (contributi)
- Luciano Boccaccini (a cura di) e Walter Breviglieri (foto di), Fausto Coppi. La grandezza del mito, Minerva, 2018. (contributi)
- Sandro Angius, Gabriele Crocco e Franco Rovati, Figurine mondiali. Coppa Rimet 1930–1970, Geo Edizioni, 2018. (prefazione)
- Roberto Fiorini e Claudio Pesci (a cura di), 1919-2019 Cento volte Coppi, con il patrocinio del CONI, Tipografia Facciotti, 2019. (contributi)
- Gino Cervi e Giovanni Battistuzzi, Alfabeto Fausto Coppi. 99 storie e una canzone, Ediciclo, 2019. (contributi)
- Nico Franchi, Io e lei, Efesto, 2020. (prefazione)